# Сенді Шуріфонґ
Сенді Шуріфонґ (англ. Sandy Sureephong; нар. 2 травня 1976) — колишня американська тенісистка.
Найвищу одиночну позицію світового рейтингу — 368 місце досягла 7 серпня, 1995, парну — 158 місце — 17 жовтня, 1994 року.
Здобула 6 парних титулів.

## Фінали ITF
| Турніри $50,000 |
| Турніри $25,000 |
| Турніри $10,000 |

### Одиночний розряд: 1 (0–1)
| Результат | Ранг | Дата         | Турнір                   | Покриття | Суперниця    | Рахунок  |
| --------- | ---- | ------------ | ------------------------ | -------- | ------------ | -------- |
| Поразка   | 1.   | 3 липня 1995 | Норфолк (Вірджинія), США | Тверде   | Джейн Тейлор | 5–7, 1–6 |

### Парний розряд: 14 (6–8)
| Результат | Ранг | Дата              | Турнір                                     | Покриття | Партнерка          | Суперниці                             | Рахунок          |
| --------- | ---- | ----------------- | ------------------------------------------ | -------- | ------------------ | ------------------------------------- | ---------------- |
| Поразка   | 1.   | 16 липня 1990     | Грінсборо (Північна Кароліна), США         | Ґрунт    | Julie Kaczmarek    | Джессіка Еммонс Мередіт Ґайґер        | 2–6, 1–6         |
| Поразка   | 2.   | 19 жовтня 1992    | Кіото, Японія                              | Тверде   | Янагі Масако       | Хосокі Юко Наоко Кадзімута            | 3–6, 3–6         |
| Поразка   | 3.   | 16 листопада 1992 | Бангкок, Таїланд                           | Тверде   | Seiko Ichioka      | Сувімол Дуанчань Бенджамас Сангарам   | 4–6, 7–6(1), 3–6 |
| Поразка   | 4.   | 1 лютого 1993     | Бандар-Сері-Бегаван, Бруней                | Тверде   | Тамарін Танасугарн | Сузанна Вібово Романа Теджакусума     | 3–6, 1–6         |
| Перемога  | 1.   | 2 серпня 1993     | Норфолк (Вірджинія), США                   | Тверде   | Ванесса Вебб       | Майя Авотінс Ліза Макші               | 7–6, 6–4         |
| Перемога  | 2.   | 18 жовтня 1993    | Седона, США                                | Тверде   | Ванесса Вебб       | Джессіка Еммонс Керолайн Кулмен       | 6–4, 7–6(5)      |
| Перемога  | 3.   | 1 серпня 1994     | Норфолк (Вірджинія), США                   | Тверде   | Карін Міллер       | Гейл Біггс Клодін Толеафоа            | 6–3, 4–6, 6–2    |
| Поразка   | 5.   | 10 жовтня 1994    | Седона, США                                | Тверде   | Ванесса Вебб       | Шеннен Маккарті Джулі Стівен          | 3–6, 3–6         |
| Поразка   | 6.   | 5 лютого 1995     | Мідленд (Мічиган), США                     | Тверде   | Лакшмі Порурі      | Бренда Шульц-Маккарті Чанда Рубін     | 3–6, 2–6         |
| Перемога  | 4.   | 10 липня 1995     | Істон (Меріленд), США                      | Тверде   | Карін Міллер       | Гейл Біггс Нікол Уменс                | 6–2, 7–6(4)      |
| Поразка   | 7.   | 24 липня 1995     | Солсбері (Меріленд), США                   | Тверде   | Ванесса Вебб       | Шеннен Маккарті Джулі Стівен          | 3–6, 2–6         |
| Перемога  | 5.   | 9 червня 1997     | Гілтон-Гед-Айленд (Південна Кароліна), США | Тверде   | Ванесса Вебб       | Нікола Кайвай Ґей Макманус            | 6–1, 6–3         |
| Перемога  | 6.   | 14 червня 1998    | Гілтон-Гед-Айленд (Південна Кароліна), США | Тверде   | Ванесса Вебб       | Голлі Паркінсон Трейсі Алмеда-Сінгіан | 6–2, 7–6(4)      |
| Поразка   | 8.   | 28 травня 2000    | Ель-Пасо (Техас), США                      | Тверде   | Кейсі Смеші        | Маніша Малхотра Ліенн Бейкер          | 2–6, 6–7         |